# Helene Johnson
Helene Johnson (* 7. Juli 1906 in Boston; † 8. Juli 1995 in New York; auch Helen Johnson) war eine US-amerikanische Lyrikerin der Harlem Renaissance.

## Leben
Helene Johnson wurde als Einzelkind der alleinerziehenden Mutter Ella Benson Johnson, einer Hausangestellten in Cambridge aus Massachusetts, in Boston geboren. Ihren Vater George Johnson lernte sie niemals  kennen. Beide Elternteile stammten aus den Südstaaten, die Mutter aus Camden, South Carolina, der Vater aus Nashville in Tennessee. Außerdem war ihre Mutter selbst eine Nachfahrin von afroamerikanischen Sklaven. George Johnson stammte angeblich aus Griechenland und lebte in Chicago. Kurz nach der Geburt trennten sich die Eltern.
Helene wurde teilweise von ihren Tanten mütterlicherseits in der Brookline Street in Boston und in Oak Bluffs auf Martha’s Vineyard aufgezogen, einem Stadtteil, in dem meist Schwarze lebten. Ihre Kindheit verbrachte sie mit den Tanten, ihrer Mutter und ihrer Cousine, der Romanschriftstellerin Dorothy West. Nachdem sie an der Boston Girls’ Latin School ihren Abschluss gemacht hatte, besuchte sie kurzzeitig die Boston University.
1925 gewann sie einen Kurzgeschichtenwettbewerb des Boston Chronicle und veröffentlichte ihr erstes Gedicht, Trees of Night in der Zeitschrift Opportunity. In den folgenden Monaten erschienen wiederholt Gedichte von ihr in verschiedenen Zeitschriften, die jungen schwarzen Autoren eine Möglichkeit zur Veröffentlichung gaben, die sie sonst nicht bekommen hätten. Im Winter 1926/27 ging sie zusammen mit ihrer Cousine Dorothy West nach New York City, um an der Columbia University Journalismus zu studieren.
Ein paar Monate später verkaufte sie ein Gedicht an die Zeitschrift Vanity Fair und wurde dadurch in der Künstlerszene von Harlem berühmt. Die beiden Cousinen schlossen bald enge Freundschaft mit Zora Neale Hurston, deren Appartement sie nach ihrem Wegzug übernahmen. Johnson galt nach Meinung der Kritikerszene als eine der vielversprechendsten jungen Autorinnen in Harlem. Die Kritiker waren bereits Anfang 1925 auf sie aufmerksam geworden, als ihre preisgekrönten Gedichte in Opportunity erschienen und sie gehörte auch zum Saturday Evening Quill Club in Boston. Robert Frost urteilte als Juror bei dem Opportunity-Wettbewerb, dass er niemals ein besseres Gedicht als The Road zur Jurierung gelesen habe.
Ihre Werke erschienen darüber hinaus in Stanley Braithwaites Anthology of Magazine Verse for 1926 und in der einzigen Ausgabe von Fire!! (1926), in The Messenger und einer Spezialausgabe von Palms, die von Countée Cullen herausgegeben wurde. Johnson war auch eine enge Freundin von Wallace Thurman, dem Herausgeber des kurzlebigen Literaturmagazins Fire!, der sie jedoch als Vorlage für die Figur der Hazel Jamison in seinem ikonoklastischen Satire-Roman Infants of the Spring (1932) fortleben ließ.
Den Höhepunkt ihres Schaffens erreichte Johnson im Mai 1927, als ihr Gedicht Bottled, ein Werk mit der innovativen Benutzung des Straßenjargons und einem unorthodoxen Rhythmus in der Vanity Fair veröffentlicht wurde. Dies waren erstaunliche Erfolge für eine junge afroamerikanische Lyrikerin, die mit erotischen Themen und dem städtischen Slang experimentierte. Schriftstellerinnen mieden diese Felder aus nachvollziehbaren Gründen in den 1920er Jahren meist. Johnson bildete neben Anne Spencer, Jessie Fauset, Effie Lee Newsome, Gwendolyn Bennett und der weniger bekannten Gladys Casely-Hayford die Ausnahme.
Ihre besten Gedichte in der Alltagssprachen waren wahrscheinlich  Bottled, Poem und Regalia. Acht ihrer Werke erschienen in Cullens einflussreicher Anthologie Caroling Dusk (1927). Darüber hinaus wurden ihre Werke in James Weldon Johnsons The Book of American Negro Poetry 1931 veröffentlicht. Als 1929 die Ära der Harlem Renaissance zu Ende ging, veränderte Johnson ihr Leben und schrieb kaum noch. Ab 1934 gab Dorothy West von Boston aus die Literaturzeitschrift Challenge heraus, in der Johnson noch zweimal bis 1935 veröffentlichte.
1933 heiratete sie William Warner Hubbell III, einen Werftarbeiter, mit dem sie eine 1940 geborene Tochter hatte. Ihr Mann ermutigte sie, auch weiterhin zielgerichtet zu schreiben, aber sie vermied es. Später ließ sie sich scheiden und zog nach Greenwich. Erst 1987 ließ sie durch ihre Tochter Abigail McGrath lediglich per Briefwechsel wieder einen Kontakt mit der Literaturszene in Person der Literaturwissenschaftlerin Cheryl A. Wall in Reaktion auf eine abgesagte Lesung zu, bei der sie Harry Belafontes Tochter Gina Belafonte begleiten sollte. Stets extrem scheu, lehnte sie auch eine Einladung für eine öffentliche Lesung am New York City Off Center Theater ab.
Erst ein Interview mit ihrer Cousine West im folgenden Jahr lenkte wieder mehr Aufmerksamkeit auf ihr Leben. Den Grund für ihr literarisches Schweigen gegenüber der Öffentlichkeit begründete sie 1992 in einem Interview damit, dass sie als Kind armer Leute zu schnell bekannt geworden sei und letztendlich ihren Lebensunterhalt nicht mit dem Schreiben von Gedichten bestreiten konnte. So arbeitete sie jahrelang für die Stadtverwaltung und als Korrespondentin für die Consumers Union in Mount Vernon, wo eine ihrer Arbeitskolleginnen Gwendolyn Bennett war. Allerdings darf auch der Einfluss der Weltwirtschaftskrise Ende der 1920er Jahre nicht unterschätzt werden, der viele schwarze Intellektuelle der Harlem Renaissance aus pekuniären Gründen zum einen über die gesamten Vereinigten Staaten verstreute und zum anderen in andere Berufe zwang, da die Verlage für ihre Themen keine Zukunft sahen.
Dennoch schrieb sie weiterhin, den Worten ihrer Tochter zufolge aus Spaß an der Sache fast jeden Tag, wobei sie oft den Entwurf vom Vortag zerriss oder zumindest umschrieb, sodass ihre Biografie This is Waiting for Love zumindest dreizehn unveröffentlichte Gedichte beinhaltete, die ihren persönlichen Humor und Stil selbst bis in die 1970er Jahre bewahrten. In den 1980er Jahren kehrte sie für eine kurze Zeit nach Massachusetts zurück, aber ihre angegriffene Gesundheit bewog sie zur Rückkehr nach New York, wo sie in der Nähe ihrer Tochter lebte. Ihre Tochter war ebenfalls dem Theater verbunden und Eigentümerin des Off-Center Theaters in New York.
Helen Johnson starb am 8. Juli 1995 in ihrer Wohnung in Manhattan. In ihrem Nachruf bezeichnete die New York Times sie als „die Dichterin Harlems“.

## Werk
Helen Johnsons Karriere währte nur ein Jahrzehnt (1925–1935), und sie veröffentlichte lediglich 20–30 Gedichte. Nach den Erstveröffentlichungen in Zeitschriften wurden manche davon immer wieder in Anthologien aufgenommen. Standen in ihren Gedichten noch die Naturbetrachtungen im Vordergrund, so wandelten sich die Themen seit ihrer Zeit in Harlem. Sie trat in ihren Gedichten engagiert für die Rechte der Schwarzen und deren kulturelle Identität ein. So transformierte sie auch negative Stereotype über Schwarze ins Positive, zu einem Grund für Stolz. Ein zweites Hauptthema ihrer Lyrik blieb die Sinnlichkeit und Schönheit der Natur. Oft schrieb sie in freien Rhythmen und in umgangssprachlichem Ton, verfasste aber auch Sonette wie z. B. Sonnett to a Negro in Harlem. 1927, in dem sie die physische Schönheit und den stolzen Geist der Afroamerikaner pries:

„You are disdainful and magnificent –,
Your perfect body and your pompons gait
Your dark eyes flashing solemny with hate.“.
Poem hingegen feierte die populäre Afro-Amerikanische Kultur oder den Zeitgeist der 1920er Jahre verkörpert durch den Jazz. Verfasst in freien Versen der Sprache der schwarzen Bevölkerung ist das Gedicht an den steptanzenden, Banjo spielenden „Jazz-Prinz“ adressiert, der Johnson auf der Bühne des Harlem Lafayette Theater zu dem Gedicht überhaupt erst inspirierte. Außerdem überwindet die Sprache die Distanz zwischen Zuhörer und dem Darbietenden:

„Gee, boy, I love the way you hold your head
and the way you sing, and dance,
And everything“